# Wener
Wener (szw. Vänern) – jezioro w południowo-zachodniej części Szwecji, położone na granicy prowincji historycznych (landskap) Västergötland, Dalsland i Värmland. Największe pod względem powierzchni (5650 km²) jezioro tego kraju oraz Unii Europejskiej i trzecie w Europie po jeziorach Ładoga i Onega w Rosji.
Największą rzeką zasilającą jezioro jest Klarälven, która wpada do niego w okolicy miasta Karlstad. Jezioro odwadnia rzeka Göta älv, która wraz z systemem Kanału Gotyjskiego (Göta kanal) tworzy drogę wodną łączącą cieśninę Kattegat przez jezioro Wener i Wetter z Morzem Bałtyckim. Brzegi jeziora na ogół są niskie, a linia brzegowa silnie rozczłonkowana; na jeziorze znajdują się liczne wyspy, z których największą jest Torsö (62 km²) w gminie Mariestad. Lustro wody jest położone na wysokości ok. 44 m n.p.m. Głębokość maksymalna wynosi 106 m, średnia – 27 m.
W 1996 roku w Lidköping otwarto muzeum jeziora – Vänermuseet.